# Царівна-жаба
«Царівна-жаба» (рос. Царевна-лягушка)- російська народна чарівна казка, варіація мандрівного сюжету про зачаровану наречену. Казки з подібним сюжетом відомі також у деяких європейських країнах - наприклад, в Італії та в Греції, а також у бурятів, башкир, татар. У збірнику "Народні російські казки" А. Н. Афанасьєва знаходиться під номером 267-269. За класифікацією Аарне-Томпсона сюжету надано номер 402.

## Сюжет
Цар наказав своїм трьом синам одружитися, а наречених вибрати так: стати в чисте поле, вистрілити навмання з лука по одній стрілі, — на чий двір стріла потрапить, на тій дівчині й одружитися. Стріла молодшого Івана-царевича потрапила на болото. Він знайшов свою стрілу біля жаби, з якою йому довелося одружитися. Із завданнями царя для невісток жаба, на відміну від дружин братів Івана Царевича, добре справляється за допомогою чаклунства (в одній версії казки), або за допомогою «мамок-няньок» (в іншій). Коли цар запрошує Івана з дружиною на бенкет, вона приїжджає у вигляді прекрасної дівчини. Іван-царевич таємно спалює її шкіру жаби, чим накликає зле прокляття — Жаба зникає. Іван вирушає на пошуки дружини, знаходить її у Кощія Безсмертного. Звільняє кохану із ув'язнення, вбивши при цьому Кощія.

## У інших народів
Сюжет про царівну-жабу перейшов із російських казок з деякими змінами до казкового фольклору низки інших народів Росії, наприклад башкир і татар. Схожа казка - опублікована в 1930 році в збірці "Легенди та казки Азербайджану" під назвою "Царевич і жаба", записана інспектором нухінського міського училища В. А. Ємельяновим в 1899 році, в місті Нухе (нині Шекі, Азербайджан). В азербайджанській версії казки принци не стріляють із лука, щоб обрати наречену, вони кидають дівчатам яблука. І справді, такий звичай існував у монголів, котрі жили біля сучасного Азербайджану в 17 столітті.
У заключному сюжеті багатошарової бурятської казки "Ута-Саган-батор", опублікованій вперше в 1903 році, також наводиться аналогічний сюжет. При цьому як помічниця жаби у виконанні завдання свекра (шиття шовкової сорочки) виступають чорний собака і біла корова з чорною плямою на лопатці. В українській версії Царівна-жаба

## Адаптації
- 1939-1940 -  фільм «Василиса Прекрасна»
- 1954 -  мультфільм «Царівна-Жаба»
- 1971 -  ляльковий мультфільм-вистава за мотивами казки «Царівна-жаба»
- 1977 -  мультфільм «Василиса Прекрасна»
- 1994 — «Кащей Бессмертный» — панк-опера групи «Сектор Газа» за мотивами казки
- 2000 - фільм «Царівна-жаба»
- 2012 — «Царівна-жаба», 8 серія мультсеріалу «Машини казки»
- 2015 - вистава «Царівна-жаба» Архангельського театру драми імені М. В. Ломоносова
- 2018-2023 - мультсеріал «Царівни»
- 2023 - "Prince Ivan and the Clockwork Heart", короткометражний мультфільм за мотивами казки, виконаний в стилістиці [стимпанк]]а.